# ميركو غاسباريتو
ميركو غاسباريتو (بالإيطالية: Mirco Gasparetto)‏ (مواليد 2 فبراير 1980 في أسولو - إيطاليا) لاعب كرة قدم إيطالي يلعب حاليا لصالح نادي الدرجة الأولى كييفو فيرونا الإيطالي منذ 2007 في مركز المهاجم .